# Benefactor (videojuego)
Benefactor es un videojuego para el Amiga desarrollado por el equipo sueco Digital Illusions CE (DICE) y publicado en 1994 por Psygnosis.

## Jugabilidad
Benefactor es una mezcla entre un juego de lógica y un juego de plataformas. Tiene un concepto similar al anterior y muy exitoso Lemmings de Psygnosis.
El jugador encarna a Ben E. Factor, que ha renunciado al ejército para convertirse en un buen tipo en general. La misión de Factor es salvar a un grupo de "Merry Men", que han sido secuestrados de su planeta natal y encarcelados a lo largo de 60 niveles.
Ben E. Factor se controla directamente, como un personaje de un juego de plataformas. Factor tiene que evitar a todas las criaturas enemigas (golpearlas reduciría la salud), y accionar los interruptores para extender el terreno, o muchas otras cosas. Factor puede encontrar llaves en el nivel para abrir las cerraduras en las celdas de los Merry Men. Cuando se libera, un Merry Man procede automáticamente a una misión preestablecida, con la ayuda de Factor para liberar a los otros Merry Men y completar el nivel. Una vez que todos los Merry Men en un nivel han sido liberados, Factor tiene que volver a su punto de partida para completar el nivel. Aunque chocar con monstruos reduce la salud de Factor, los Merry Men no son dañados por monstruos.
Hay tres niveles de dificultad: fácil, normal y difícil. En fácil, los enemigos hacen menos daño. En difícil, los enemigos hacen más daño y cualquier daño recibido se transfiere al siguiente nivel. Puntuación se obtiene recogiendo elementos de bonificación y al final de cada nivel, se otorga una puntuación en función de la cantidad de salud que le queda al jugador.
En los niveles posteriores, algunos de los Merry Men son "malvados". Los Merry Men "malvados", que se distinguen por su apariencia monocromática, no siguen ningún patrón preestablecido, sino que caminan ciegamente hacia adelante, como los lemmings en los juegos de Lemmings, sin tener en cuenta los peligros que se encuentran en su camino. Los "malvados" Merry Men deben convertirse en "buenos" Merry Men arrojando un balde de pintura sobre ellos antes de poder rescatarlos.
No hay un contador de "vidas" en el juego, lo que significa que el jugador puede hacer un número ilimitado de intentos. También hay una contraseña que se muestra al completar cada nivel, lo que permite al jugador continuar jugando desde el comienzo del siguiente nivel.
Benefactor tiene soporte para discos de datos, pero nunca se han publicado discos de datos oficiales para él. (Un disco de datos no oficial con siete niveles nuevos está disponible para descargar en Aminet).
Siguiendo la tradición de Psygnosis de incluir referencias a juegos anteriores, Benefactor incluye un nivel llamado Lemmings? en el que Ben E. Factor tiene que despejar el camino para veinte Merry Men "malvados" que marchan a ciegas hacia adelante a través de una serie de pilares. Este nivel es una referencia al juego Lemmings e incluso la música proviene de ese juego. Este es el único nivel en el que los Merry Men "malvados" pueden usar la salida sin volverse primero "buenos".

## Desarrollo
Durante el desarrollo, Frederick Lilligren de DICE notó que la jugabilidad de Benefactor se había comparado con la de Lemmings. En la edición de mayo de 1993 de Amiga Power se proyectó su lanzamiento para septiembre.

## Lanzamiento
Se planeó una versión para Mega Drive pero nunca se lanzó.